# Xã Yell, Quận Boone, Iowa
Xã Yell (tiếng Anh: Yell Township) là một xã thuộc quận Boone, tiểu bang Iowa, Hoa Kỳ. Năm 2010, dân số của xã này là 2.218 người.